# Warnsveld
Warnsveld (baix saxó neerlandès: Wansveld) és una població del municipi de Zutphen, a la província de Gelderland, a l'est dels Països Baixos. Warnsveld fou un municipi a part fins a la reestructuració de municipis neerlandesos de l'any 2005. L'1 de gener de 2005 tenia 9.200 habitants.
La primera menció de Warnsveld és del 1121. Es pensa que l'església de la població va ser construïda al segle IX o X.

## Personatges coneguts
- Ellen ten Damme (1967), cantant
- Mark van Eeuwen (1976), actor
- Filemon Wesselink (1979), presentador
- Thijs van Amerongen (1986), ciclista